# Gadlegaon, Aland
Gadlegaon là một làng thuộc tehsil Aland, huyện Gulbarga, bang Karnataka, Ấn Độ.